# 李多慧 (啦啦隊)
李多慧（：／ Lee Da Hye；1999年8月4日—），韓國啦啦隊員、女藝人，現任味全龍Dragon Beauties啦啦隊，帶動流行全世界的韓國啦啦隊的來台風潮、以及在韓國和台灣的高人氣，使其成為旅台韓國啦啦隊員的指標人物之一。

## 早年
因幼年學習肚皮舞而對舞蹈產生了興趣。7歲到15歲修習跆拳道並取得黑帶四段。在學時參與韓國全羅北道的舞蹈比賽獲得第一名，參加奧蘭模特大賽獲得美人獎。
中學開始成為全北現代汽車足球俱樂部的粉絲，夢想能夠成為全北現代汽車足球俱樂部啦啦隊成員，於2023年擔任該全北現代汽車足球俱樂部記者。就讀韓國觀光大學時，獲選為學校定期招生宣傳影片主角，成為起亞虎啦啦隊員後也協助學校宣傳影片拍攝。

## 職業生涯

### 韓國時期
在20歲那年，李多慧和家人第一次去光州起亞冠軍球場觀賞棒球比賽，看到啦啦隊後就產生興趣，但父親對於李多慧加入啦啦隊一事持反對態度。2019年5月25日起以韓國職棒起亞虎啦啦隊員身分出道，首次亮相開始就受到了韓國球迷的關注。也參與模特兒、綜藝節目出演等非球團活動。2020年，被選為韓國觀光公社名譽大使。啦啦隊第一個背號是39號，是由當時負責人選擇的；之後自己選擇的背號是21號，因為李多慧認為自己21歲開始啦啦隊，並選擇了21號。
棒球賽季結束後，李多慧也陸續參加籃球及排球啦啦隊。2022年10月6日，李多慧離開啦啦隊。2023年3月16日，以外聘身份參與水原現代建設 Engineering & Construction Hillstate 女子排球隊啦啦隊主場表演。

### 臺灣時期

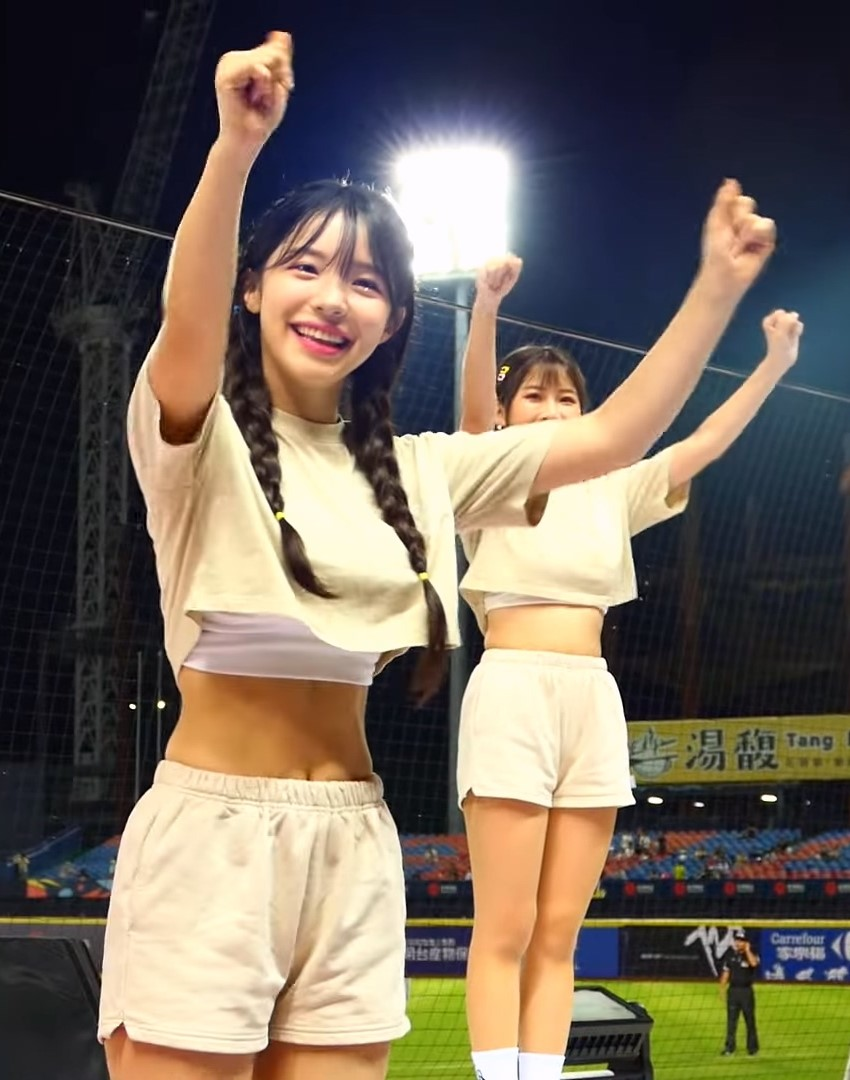
李多慧於2023年參加明星賽

李多慧自2023年3月17日宣布加盟台灣中華職棒樂天桃猿啦啦隊，選擇背號為82號，因為韓國的國際電話區號為+82，希望大家能記住她，期許能為台韓球迷帶來快樂。同年4月14日於臺灣初登板應援後即受到關注與討論，其精湛的舞藝、甜美外型和親和魅力，被譽為是「啦啦隊的天花板」。Instagram追蹤數在確定加盟樂天女孩後，於66萬增至88萬，並於同年6月突破百萬。李多慧人氣及知名度上升的同時，也接到許多平面及影視廣告、代言邀約。這樣的李多慧旋風，使各球團也試著複製李多慧的成功經驗，並吸引了更多韓國的啦啦隊員來臺發展。2023年7月29日及30日，李多慧參與《2023台灣精品中華職棒明星對抗賽》。
2024年3月22日，樂天桃猿和味全龍宣布李多慧將離開樂天女孩並加入Dragon Beauties。3月30日，發佈個人第一張單曲專輯《Hush》，該專輯收錄同名單曲《Hush》及《Nevertheless》。4月4日，於臺北舉辦兩場個人的粉絲見面會：《Hush! 李多慧粉絲見面會》，由樂天女孩籃籃擔任主持人。見面會上除了表演個人新曲及多段熱門舞蹈外，並以中文現場演唱整首樂團八三夭的歌曲《想見你想見你想見你》。其父母也從韓國來臺觀賞她的演出。7月17日，駐台北韓國代表部代表李殷鎬正式任命李多慧為韓國名譽宣傳大使，成為該代表處自1993年成立以來首位名譽宣傳大使。8月30日，取得台灣就業金卡。

## 啦啦隊經歷

### 棒球啦啦隊
| 年份                          | 隊伍名稱             | 備註                   |
| ----------------------------- | -------------------- | ---------------------- |
| 2019年5月25日－2022年10月13日 | 韓國職棒起亞虎啦啦隊 | 2019年出道             |
| 2023年3月－2024年3月22日      | Rakuten Girls        | 中華職棒樂天桃猿啦啦隊 |
| 2024年3月－                   | Dragon Beauties      | 中華職棒味全龍啦啦隊   |

### 籃球啦啦隊
| 年份       | 隊伍名稱      | 備註                  |
| ---------- | ------------- | --------------------- |
| 2019－2022 | 清州KB之星    | 女子籃球隊 2019年出道 |
| 2021－2022 | 大邱KOGAS飛馬 |                       |

### 排球啦啦隊
| 年份                     | 隊伍名稱                                          | 備註                  |
| ------------------------ | ------------------------------------------------- | --------------------- |
| 2019－2022               | 水原韓國電力公司 KEPCO Vixtorm                    | 2019年出道            |
| 2019－2021 2023年3月16日 | 水原現代建設 Engineering & Construction Hillstate | 女子排球隊 2019年出道 |

## 音樂作品
| 年份          | 專輯名   | 歌名             | 備註                    |
| 2023年10月7日 |          | 《Ready go》     | 與Rakuten Girls共同演出 |
| 2024年3月30日 | 《Hush》 | 《Hush》         | [ 註 7 ]                |
| 2024年4月2日  | 《Hush》 | 《Nevertheless》 | [ 註 8 ]                |

## 主持作品
| 日期               | 電視台   | 節目名稱     | 備註                                       |
| 2024年7月6日－至今 | 東森超視 | 《女孩好野》 | 與籃籃、林襄、沈玉琳、風田、張立東共同主持 |

## 備註
1. ↑  .   [2023-03-17]. （原始内容存档于2023-03-17）.
2. ↑  .   [2023-03-17]. （原始内容存档于2023-03-17）.
3. ↑  學校官方Facebook影片片段
4. ↑  .   [2023-03-17]. （原始内容存档于2023-03-17）.
5. ↑  .   [2023-03-17]. （原始内容存档于2023-03-17）.
6. ↑  僅出賽一場，該場為該球隊最後一場主場，並與安芝儇共同上場應援。
7. ↑  .   [2024-04-02]. （原始内容存档于2024-07-05）.
8. ↑  官方MV

## 外部連結
- 李多慧的Instagram帳戶
- 李多慧的Facebook專頁
- YouTube上的李多慧頻道 （页面存档备份，存于）
- 李多慧的Afreeca TV （页面存档备份，存于） 
- 李多慧的TikTok